# 白石市立小原中学校
白石市立小原中学校（しろいししりつ おばらちゅうがっこう）は、宮城県白石市にある公立中学校。

## 沿革
- 1947年（昭和22年）4月1日 - 小原村立小原中学校として開校
- 1957年（昭和32年）3月31日 - 合併により白石市小原中学校に改名
- 不明 - 小原小学校との小中併設校となる。
- 2008年（平成20年） - 小原小学校と小原中学校が小規模特認校に指定[2]
- 2020年（令和2年） - 小中一貫校小原学園となる

## 学区
- 白石市立小原小学校通学区域[3]。

## 交通アクセス
- JR東北本線白石駅より白石市民バス小原線江志前、上戸沢行または七ヶ宿町町営バス七ヶ宿行で『学校下』下車[4]

## 周辺
- 小原温泉
- 国道113号
- 小原郵便局